# F5ve
f5ve (jap. ファイビー fi-vee) – japońska grupa dziewcząt, która zadebiutowała w 2022 roku, pod nazwą SG5 (skrót od Sailor Guardians 5). Grupa jest współzarządzana przez LDH JAPAN oraz globalną firmę menedżerską Three Six Zero i reprezentowana przez globalne firmy WME i SATELLITE414. Cztery członkinie Kaede, Sayaka, Ruri i Miyuu były wcześniej częścią grupy Happiness i E-girls, a piąta Rui jest obecnie częścią grupy iScream.

## Historia

### 2022: Debiut, współpracy z Sailor Moon i występy na konwentach w USA
18 maja 2022 roku ogłoszono, że grupy Happiness i iScream będą współpracować przy nowym programie CL (CyberLDH) „Joshi-kai” (Happiness×iScream『LDH女子会』). Podczas pierwszej emisji programu tego samego dnia ogłoszono również, że wybrane członkinie obu grup wezmą udział w nowym projekcie za granicą były nimi Miyuu, Sayaka, Kaede i Ruri Kawamoto z Happiness oraz Rui z iScream.
21 maja grupa pojawiła się na konwencie Anime Central w Chicago w Stanach Zjednoczonych. Na oficjalnym koncie Anime Central na Twitterze określono je jako „SG5”, ale samo LDH nie opublikowało jeszcze żadnych oficjalnych informacji na temat nazwy grupy. Następnie 4 i 5 czerwca dziewczyny pojawiły się i wystąpiły na A-Kon w Irving w Teksasie. Na oficjalnej stronie konwentu SG5 zostało przedstawione jako „pierwsza w historii grupa muzyczna powstała we współpracy z Sailor Moon”. 27 czerwca ogłoszono, że SG5 wystąpi na Anime Expo w Los Angeles w Kalifornii podczas ceremonii otwarcia, która odbędzie się 1 lipca i w przerwie „AX Masquerade” (konkursu rzemiosła i występów cosplayowych) 3 lipca. Występy te określone zostały oficjalnym debiutem scenicznym grupy.
28 czerwca magazyn Rolling Stone opublikował ekskluzywny artykuł ujawniający informacje na temat powstania, debiutu i produkcji grupy, a także wywiady z samymi członkami. Według artykułu, plany SG5 zaczęły nabierać kształtu w 2020 roku, a ostateczny skład i koncepcja debiutu zostały sfinalizowane na początku 2022 roku. Aby wykorzystać IP Sailor Moon, grupa musiała przygotować występ i prezentację dla twórczyni Sailor Moon, Naoko Takeuchi, która zatwierdziła ostatecznie oficjalną współpracę.
5 lipca LDH JAPAN oficjalnie ogłosiło powstanie grupy, jej nazwę i koncepcję. Tego samego dnia japońskie serwisy informacyjne ujawniły, że piosenki, które grupa wykonała na konwencjach anime w USA, nosiły tytuły „LETTUCE”, „FIRE TRUCK” i „TOO MUCH”.
29 września ogłoszono, że grupa podpisała globalną umowę reprezentacyjną z WME.

### 2023: Firetruck – pierwszy singel grupy
W lutym 2023 roku na oficjalnym koncie SG5 na Twitterze zaczęły pojawiać się informacje o nadchodzącym debiucie muzycznym grupy, a także publikowane zostały zdjęcia promocyjne poszczególnych członkiń, jak i całej grupy. W tym samym czasie profil SG5 został dodany do indywidualnych list artystów na stronach internetowych LDH JAPAN i Three Six Zero. 27 lutego ogłoszono, że 1 marca wydadzą swój debiutancki cyfrowy singel „Firetruck”, wyprodukowany przez BloodPop® i Hudsona Mohawke.

### 2024: Zmiana nazwy grupy i trzy single – Lettuce • レタス, Underground	• アンダーグラウンド i UFO
26 kwietnia 2024 roku grupa ogłosiła rebranding na swoich kontach SNS, z nową koncepcją i zmianą nazwy grupy na f5ve. Ogłoszono również, że Kaede została mianowana liderką grupy. 3 maja grupa wydała swój drugi cyfrowy singel i pierwszy jako f5ve, zatytułowany „Lettuce • レタス”. Tego samego dnia globalna agencja SATELLITE414 z siedzibą w Wielkiej Brytanii ogłosiła, że grupa dołączyła do nich. 12 lipca grupa wydała swój drugi cyfrowy singel zatytułowany „Underground”. Z tej okazji 20 lipca w Studio Freedom w Tokio odbyła się impreza „r4ve an underground party”. 17 października ukazał się ich trzeci cyfrowy singel „UFO”. W dniach 19 i 20 października wystąpią na wydarzeniu muzycznym „~SHIBUYA109 L♡VE MUSIC FES ~Dress up for art and music~” z okazji 45. rocznicy SHIBUYA109, które odbędzie się w Mag's Park przestrzeni eventowej na dachu „MAGNET by SHIBUYA109” w Shibuya w Tokio.

### 2025: Singel Magic Clock i pierwszy album SEQUENCE 01
5 marca ukazał się ich piąty cyfrowy singel „Magic Clock”. Grupa ogłosiła, że 5 maja ukaże się ich pierwszy album studyjny zatytułowany SEQUENCE 01.

## Członkinie
| Pseudonim | Imię i nazwisko | Imię i nazwisko | Data urodzenia   | Miejsce urodzenia   | Narodowość | Uwagi                                                                              |
| KAEDE     | Kaede Dobashi   | 土橋楓          | 11 stycznia 1996 | prefektura Kanagawa | Japonia    | Liderka, była członkini Happiness i E-girls                                        |
| SAYAKA    | Sayaka Nagatomo | 長友さやか      | 20 września 1995 | prefektura Miyazaki | Japonia    | Była członkini Happiness i E-girls                                                 |
| RURI      | Ruri Kawamoto   | 川本璃          | 12 kwietnia 1996 | prefektura Osaka    | Japonia    | Była członkini Happiness i E-girls                                                 |
| MIYUU     | Miyuu Ariiso    | 有磯実結        | 16 sierpnia 1996 | prefektura Kanagawa | Japonia    | Była członkini Happiness i E-girls                                                 |
| RUI       | Rui Yokoi       | 横井琉衣        | 4 listopada 2003 | prefektura Aichi    | Japonia    | Obecnie jest także członkinią iScream i solową artystką pod pseudonimem Rui (琉衣) |

## Dyskografia

### Albumy
| Tytuł       | Dane dot. albumu                                                                     |
| ----------- | ------------------------------------------------------------------------------------ |
| SEQUENCE 01 | - Data: 5 maja 2025 - Wydawca: LDH Records - Format: CD, Digital download, streaming |

### Cyfrowy singel
| # | Data wydania  | Tytuł                            | Utwory                              | Uwagi                                                                                       |
| 1 | 1 marca 2023  | Firetruck                        | 1. Firetruck                        | Singel wydany pod nazwą SG5, remiks utworu autorstwa umru został wydany cyfrowo 5 maja 2023 |
| 1 | 3 maja 2024   | Lettuce • レタス                 | 1. Lettuce • レタス                 | Pierwszy singel pod nazwą f5ve                                                              |
| 2 | 13 lipca 2024 | Underground • アンダーグラウンド | 1. Underground • アンダーグラウンド | Utwór był szczególnie popularny w serwisie TikTok                                           |
| 3 | 13 lipca 2024 | UFO                              | 1. UFO                              |                                                                                             |
| 4 | 5 marca 2025  | Magic Clock                      | 1. Magic Clock                      |                                                                                             |

## Wideografia

### Teledyski
| Rok  | Tytuł              | Reżyser / Produkcja                                            | Przy.  |      |             |                                |        |
| ---- | ------------------ | -------------------------------------------------------------- | ------ | ---- | ----------- | ------------------------------ | ------ |
| Rok  | Tytuł              | Reżyser / Produkcja                                            | Przy.  | 2023 | „Firetruck” | Weston Allen / Lottie Abrahams | [ 31 ] |
| 2024 | „Lettuce • レタス” | Charlotte Rutherford / Elliot Sisson                           | [ 32 ] |      |             |                                |        |
| 2024 | „Underground”      | Charlotte Rutherford & Crystalline / Nakama Film               | [ 33 ] |      |             |                                |        |
| 2024 | „UFO”              | Charlotte Rutherford & Crystalline Structures / Dream Scenario | [ 34 ] |      |             |                                |        |
| 2025 | „Magic Clock”      | Crystalline Structures Studio / Dream Scenario                 | [ 35 ] |      |             |                                |        |